# 蹴合鶏
『蹴合鷄』（けいあいどり）は、1928年（昭和3年）製作・公開、マキノ正博監督による日本のサイレント映画、剣戟映画である。南光明のマキノ・プロダクション入社第1回作品として製作された。

## 略歴・概要
日活大将軍撮影所が現代劇部を残して前年の1927年（昭和2年）4月に太秦撮影所に移転となり、大将軍撮影所は1928年（昭和3年）4月に閉鎖となった。時代劇・現代劇両方に主演していた南光明をマキノ・プロダクション御室撮影所に迎えることになり、その第1回作品として製作、銘打たれて公開された。本作は、マキノの監督作『浪人街 第一話 美しき獲物』が1位を獲得した同年のキネマ旬報ベストテンで7位を獲得し、4位を獲得した『崇禅寺馬場』とともに、ベストテン10作品中3作品をマキノ正博監督作が占めた。
当時のチラシによれば、阪東三吉改め阪東三右衛門入社第1回作品『天明果報談』が近日公開である旨が併記されているが、三右衛門は5月に入社しており、金森万象監督の『天明果報談』は『蹴合鶏』公開のちょうど1か月後に公開されている。主演俳優の入社ラッシュであった。

## スタッフ・作品データ
- 総指揮 : マキノ省三
- 監督 : マキノ正博
- 原作・脚色 : 山上伊太郎
- 撮影 : 松浦茂
- 殺陣 : マキノ登六

- 製作 : マキノ・プロダクション御室撮影所
- 上映時間（巻数） : 10巻
- フォーマット : 白黒映画 - スタンダードサイズ（1.33:1） - サイレント映画
- 初回興行 : 浅草・千代田館

## キャスト
- 南光明 - 曲淵伝右衛門
- 松浦築枝 - お銀
- 津村博 - 小山田新六
- 若松文男 - 父右内
- 宇治里豊 - 仲間
- 滝沢憲 - 三吉
- 柳妻麗三郎 - 八助
- 鷲尾静一 - 八助の息子
- 川田弘道 - 玄蕃
- 新見映郎 - 槍持
- 児島武彦 - 垣見五郎兵衛
- 住の江田鶴子 - おれん
- 三保松子 - お銀の母
- 河上君栄 - 曲淵の妻文代
- 都賀静子 - お松
- 松本時之助
- 市原義夫
- 都賀一司

## 註
1. 1 2 3  蹴合鷄チラシ、image.space.rakuten.co.jp, 2009年11月4日閲覧。
2. ↑  第一章 破れかぶれの映画渡世、『マキノ雅弘 映画という祭り』、山根貞男、新潮社、2008年、2009年11月4日閲覧。
3. ↑  菅家紅葉氏談話、立命館大学、2009年11月4日閲覧。
4. ↑  阪東三右衛門、日本映画データベース、2009年11月4日閲覧。